# Geraldton
Geraldton é uma cidade da Austrália Ocidental localizada a 424 quilômetros ao norte de Perth. De acordo com o censo de 2006, sua população é de 27.420 habitantes, fazendo dela a quarta maior cidade da Austrália Ocidental.